# 24208 Стелгерреро
24208 Стелгерреро (24208 Stelguerrero) — астероїд головного поясу, відкритий 7 грудня 1999 року.
Тіссеранів параметр щодо Юпітера — 3,344.